# 1891 en Colombie-Britannique
Chronologie de la Colombie-Britannique
- 1887
- 1888
- 1889
- 1890
- 1891
- 1892
- 1893
- 1894
- 1895

Cette page concerne des événements qui se sont produits durant l'année 1891 dans la province canadienne de Colombie-Britannique.

## Politique
- Premier ministre : John Robson.
- Chef de l'Opposition :
- Lieutenant-gouverneur : Hugh Nelson
- Législature :

## Événements
- Mise en service du  Queensborough Bridge , pont tournant en acier (démoli en 1909) qui franchissait la Fraser river à Richmond[1].

## Naissances
- 19 avril à Victoria : Henry F. Angus, O.C., M.A., LL.D., F.R.S.C. (décédé le 17 septembre 1991), juriste et économiste canadien.